# 南行橋站
南行橋站（日语：／ Minami-Yukuhashi eki */?）是位於福岡縣行橋市泉中央，九州旅客鐵道（JR九州）的日豐本線車站。

## 車站構造
車站是一座地面車站，設有2面2線的相對式月台
此站原由JR九州鐵道營業負責車站業務，為業務委託車站，2022年3月12日起因應人手精簡，改為無人站。。車站沒有MARS系統，只有POS終端機。
此站可以使用「SUGOCA」IC卡，以及可以與SUGOCA互相使用的交通系IC卡。車站內設有SUGOCA增值機與可購買SUGOCA（只限不記名SUGOCA）。車站設有自動閘機（可支援SUGOCA）。車站曾經設有不支援SUGOCA自動閘機和SUGOCA專用簡易閘機。

### 月台
| 月台 | 路線      | 上下行 | 方向           |
| ---- | --------- | ------ | -------------- |
| 1    | ■日豐本線 | 上行   | 行橋、小倉方向 |
| 2    | ■日豐本線 | 下行   | 宇島、中津方向 |

## 歷史
- 1988年3月13日：開業[1]。
- 2009年3月1日：開始可以使用IC卡「SUGOCA」[4]。
- 2022年3月12日：因應人手精簡，改為無人站[2]。

## 使用狀況
車站位於住宅區，同時此站最接近行橋高等學校、京都高等學校車站，因此在上學時段有許多高校學生使用車站。另外，由於行橋市南部是北九州都市圈的經濟圈，因此在繁忙時間有許多乘客前往小倉方向。
在2023年度，平均每日乘車人次為1,221人。
| 年度   | 1日平均 乘車人次 |
| ------ | ---------------- |
| 2016年 | 1,348            |
| 2017年 | 1,357            |
| 2018年 | 1,353            |
| 2019年 | 1,317            |
| 2020年 | 1,122            |
| 2021年 | 1,192            |
| 2022年 | 1,226            |
| 2023   | 1,221            |

## 相鄰車站
九州旅客鐵道
■日豐本線
■快速（只設上行班次）
通過
■普通
行橋（JF10）－南行橋－新田原

## 注腳
1. 1 2 3 4 5 6 7  . 週刊JR全駅・全車両基地 (朝日新聞出版). 2012-09-23, (07): 24.
2. 1 2 3   (PDF). 九州旅客鉄道株式会社.   [2021-12-23]. （原始内容存档 (PDF)于2022-01-27） （日语）.
3. ↑  SUGOCA 利用可能エリア （页面存档备份，存于） 九州旅客鐵道，截至平成28年3月26日（2016年10月5日參閲）。
4. ↑  . 交通新聞 (交通新聞社). 2009-03-03: 1.
5. ↑   (PDF). 九州旅客鐵道.   [2019-03-10]. （原始内容 (PDF)存档于2018-07-17）.
6. ↑   (PDF). 九州旅客鐵道.   [2019-07-27]. （原始内容存档 (PDF)于2019-12-06）.
7. ↑   (PDF). 九州旅客鉄道.   [2020-12-24]. （原始内容存档 (PDF)于2020-08-24）.
8. ↑   (PDF). 九州旅客鉄道.   [2021-09-07]. （原始内容存档 (PDF)于2021-08-24）.
9. ↑   (PDF). 九州旅客鉄道.   [2023-10-17]. （原始内容存档 (PDF)于2022-08-26）.
10. ↑   (PDF). 九州旅客鉄道.   [2023-10-27]. （原始内容存档 (PDF)于2023-09-06）.
11. ↑  駅別乗車人員上位300駅（2023年度） （页面存档备份，存于），JR九州。

## 外部連結
- JR九州南行橋站網頁 （页面存档备份，存于）